# イオン・シグナ・スポーツ・ユナイテッド
イオン・シグナ・スポーツ・ユナイテッド株式会社は、かつて東京都中央区に本社を置いていた日本の小売事業者で、イオン株式会社の子会社だった。

## 概要
購入者が、希望するスポンサー企業のロゴを印字したオリジナルユニフォームをオンラインで作成・購入可能なECサイト（「Outfitter」アウトフィッター）の運営を行う。そのほかには、テニスファン向けの情報配信サービスアプリ（「Tennis-Point」テニスポイント）の運営や、スポーツバイクのオンラインストア（「Probikeshop」プロバイクショップ）の運営を行う。

## 沿革
- 2020年1月 - イオン株式会社とSIGNA Sports United GmbH（ドイツ）の共同出資により、スポーツECサービス事業を目的として設立。[3]
- 2020年6月 - スポンサードユニフォームカスタマイザー「Outfitter」をリリース[3]
- 2020年7月 - テニスファン向けアプリ「Tennis-Point」をリリース[4]
- 2020年9月 - スポーツバイク専門EC「Probikeshop」をリリース[5]
- 2021年5月 - 代表取締役社長が岡田尚也から、泊 剛史に交代。[6]
- 2025年5月 - 事業を終了。[7]